# Romano Garofalo
Romano Garofalo (Rimini, 1971) è un fumettista, scrittore e giornalista italiano. Noto al grande pubblico per essere il padre di Jonny Logan e di Alfonso, è stato uno dei più prolifici autori di fumetti italiani tra gli anni settanta e gli anni ottanta.
È ideatore e autore di molti personaggi con la collaborazione di numerosi disegnatori italiani, tra cui si ricordano: Leone Cimpellin, Giorgio Cavazzano, Giorgio Trevisan, Silvano Sacchetti, Marzio Lucchesi, Giuseppe Scapigliati, Massimo Albini, Magnus, Giovanni Zaccagnini, Silvia Mondini, Silver e Clod.

## Carriera
Riminese DOC, dopo il Liceo Classico “Giulio Cesare” di Rimini e dopo essersi laureato in Lettere e Filosofia (Università di Bologna), continua con gli studi di Psicologia alla Statale di Milano e, contemporaneamente, approda al mondo del Fumetto con Jonny Logan, un successo editoriale degli anni settanta, apparso anche in Tv nella popolare serie Supergulp (Rai Due).
I suoi personaggi di maggior successo restano Jonny Logan che, oltre ad essere diventato un fumetto di culto, è apparso anche nella serie televisiva Supergulp della RAI, e Alfonso (noto anche come Mostralfonso) che è stato tradotto e pubblicato in Europa, Sud America e Giappone; nella stagione 87/88 il personaggio diventa il protagonista di un programma televisivo sul circuito nazionale Odeon TV, "Slurp"
I curatori della rivista scandinava “Fodring Forbudt” scelgono di inserire MostrAlfonso come “testimonial”, sempre presente in copertina.
Ha ideato e realizzato, numerosi altri personaggi pubblicati su quotidiani, periodici e giornali per ragazzi in Italia e all'estero.
Oggi Romano Garofalo gestisce con un nutrito gruppo di cartoonist, il quotidiano multimediale interattivo di satira, critica e costume: www.italiancomics.it.

## Critica
Carlo Brusati definì Jonny Logan "un antidoto, nel senso che è un eroe antieroe. Oppone alla violenza, al crimine legalizzato, ai soprusi, agli eccessi, alla mafia, la sua furbizia latina, la sua abilità nel sapersi trarre d'impaccio con il minimo sforzo, il suo buon senso, il suo dinamismo di povero essere alle prese con gli stimoli della fame".

## Opere
- Romano Garofalo, Marzio Lucchesi, Il grande Alfonso, Milano, Glénat Italia (Rizzoli), dicembre 1990, ISBN 8878110906.
- Slim Norton e il Barone Von Strip, pubblicati sul “Il Mago” dell'Editore Mondadori.
- Gangster Story pubblicato in Germania sulla rivista “Zack” e in Francia e in Belgio sui periodici Formula1 e Super As.
- Sbirulino a fumetti (in collaborazione con Sandra Mondaini) per TV Junior.
- Pubblica su “Giorni Vie Nuove” di Davide Lajolo le vignette di satira politica.
- MostrAlfonso pubblicato sul Corriere dei Piccoli dell’Editore Rizzoli, Radiocorriere della Rai Tv, e su Famiglia Tv inserto televisivo di Famiglia Cristiana, Resto del Carlino, Giornale di Bergamo, Corriere di Romagna e innumerevoli altri quotidiani e periodici, in Italia e all'estero.
- Italian Satyricon vol. 1 (Italian Comics, 2015 - Edizioni Epsil)

## Premi e riconoscimenti
- Palma d'oro al 44º Salone Internazionale dell'Umorismo di Bordighera - 1991 - per MostrAlfonso.
- 1º Premio Cartoonist a Rapallo - 1975 - per Jonny Logan.
- Vincitore del concorso  " Paese sera " per il Vigile e L’Automobilista.
- “Nomination” Cartoon on the bay per Sauro il dinosauro.